# Viktor Gísli Hallgrímsson
Viktor Gísli Hallgrímsson, född 24 juli 2000, är en isländsk handbollsmålvakt som spelar för Wisla Płock och det isländska landslaget.
Han deltog i EM 2020, VM 2021 och EM 2022. Vid EM 2022 kom han med i All-star team.